# Alexa Vega

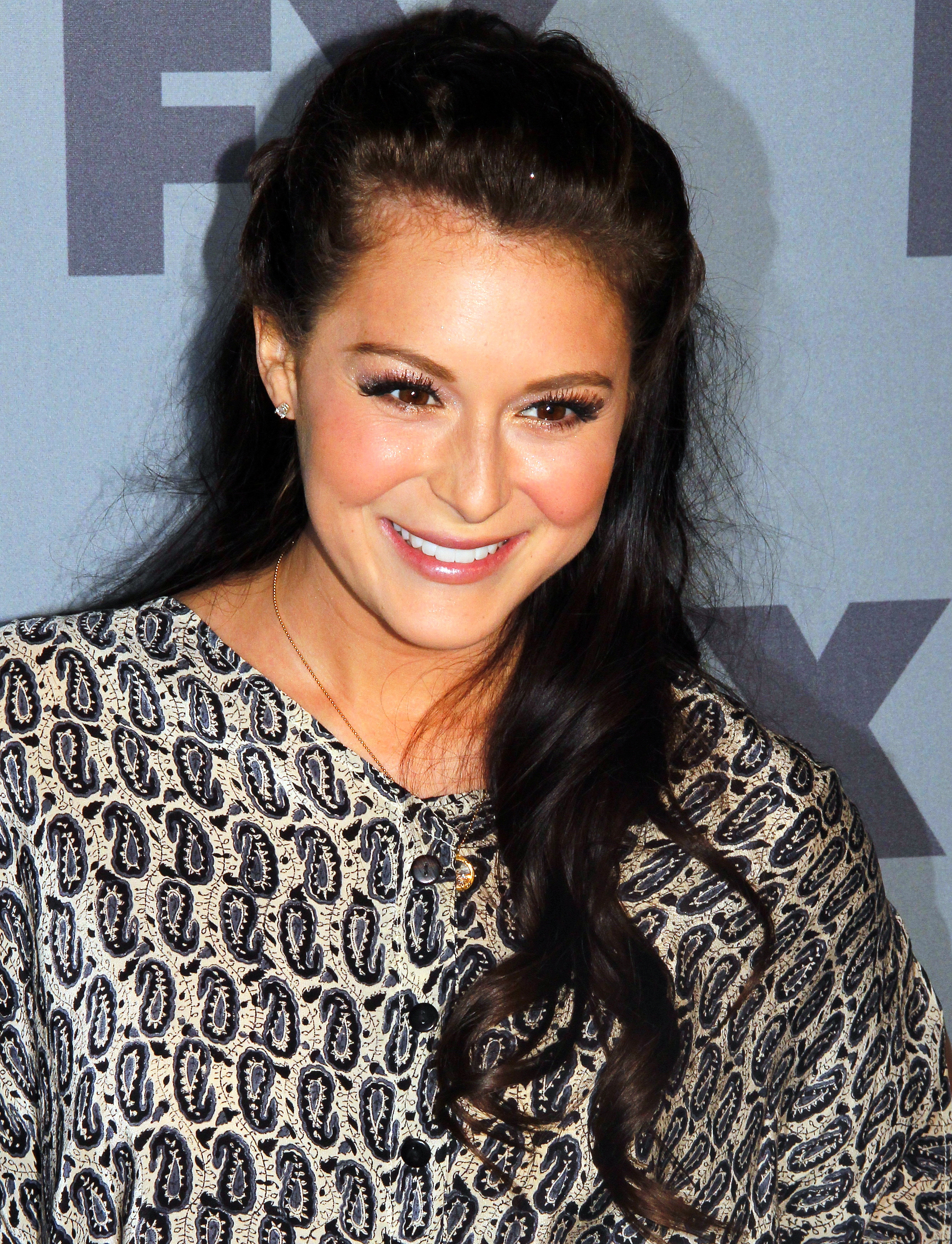
Alexa Vega (2012)

Alexa Ellesse Vega (* 27. August 1988 in Miami) ist eine US-amerikanische Schauspielerin.

## Leben
Alexa Vega hat einen Bruder und drei Schwestern, darunter Makenzie Vega. Neben der Schauspielerei ist Vega eine begeisterte Sportanglerin und übt sich in Gymnastik. Im Alter von 4 Jahren zog sie zusammen mit ihrer Mutter Gina Rue, ihrem Stiefvater Eric James und ihren Geschwistern nach Los Angeles.
Vega hatte ihren ersten Auftritt vor der Kamera in der Fernsehserie Daddy schafft uns alle (1993) und wurde durch ihre Rolle der Carmen Cortez in der Spy-Kids-Tetralogie bekannt. Ihr New Yorker Broadway-Debüt als Musical-Sängerin hatte Vega 2007 in Hairspray in der Rolle der Penny Pingleton an der Seite von Ashley Parker Angel, bekannt aus MTV-Fame und der Boy-Group O-Town. Daneben stand sie in Terrance Zdunich und Darren Lynn Bousmans Musicals Repo! The Genetic Opera und The Devil's Carnival vor der Kamera.
Seit Dezember 2012 führt Vega eine Beziehung mit dem Big-Time-Rush-Sänger Carlos Pena, mit dem sie sich 2013 verlobte. Seit dem 4. Januar 2014 sind sie verheiratet und tragen nun den Namen PenaVega. Im Dezember 2016 wurde ihr erster gemeinsamer Sohn geboren. Im Juli 2019 folgte ein zweiter Sohn und im Mai 2021 eine Tochter.

## Filmografie (Auswahl)
- 1994: Kleine Giganten (Little Giants)
- 1995: Nine Months
- 1995: It Was Him or Us (Fernsehfilm)
- 1996: A Promise to Carolyn (Fernsehfilm)
- 1996: Twister
- 1996: Shattered Mind (Fernsehfilm)
- 1996–1997: Life’s Work (Fernsehserie, 18 Folgen)
- 1996: Glimmer Man (The Glimmer Man)
- 1996: Das Attentat (Ghosts of Mississippi)
- 1998: Dennis the Menace Strikes Again
- 1998: To Have & to Hold (Fernsehfilm)
- 1999: NetForce (Fernsehfilm)
- 1999: The Deep End of the Ocean
- 1999–2001: Ladies Man (Fernsehserie, 29 Folgen)
- 2001: Spy Kids
- 2002: Spy Kids 2 – Die Rückkehr der Superspione (Spy Kids 2: The Island of Lost Dreams)
- 2003: Mission 3D (Spy Kids 3-D: Game Over)
- 2004: Plötzlich verliebt (Sleepover)
- 2004: State’s Evidence
- 2005: Odd Girl Out (Fernsehfilm)
- 2006: Marrying God (Kurzfilm)
- 2006: Walkout (Fernsehfilm)
- 2006: State’s Evidence
- 2007: The Beautiful Ordinary
- 2007: Ghost Whisperer – Stimmen aus dem Jenseits (Ghost Whisperer, Fernsehserie, Folge 4x22)
- 2008: Repo! The Genetic Opera
- 2009: Ruby & The Rockits (Fernsehserie, 10 Folgen)
- 2009: Innocent
- 2009: Broken Hill
- 2010: Mother’s Day – Mutter ist wieder da (Mother’s Day)
- 2010: The Mine
- 2010: Café – Wo das Leben sich trifft (Café)
- 2010: The Middle (Fernsehserie, 2 Folgen)
- 2011: From Prada to Nada
- 2011: Spy Kids – Alle Zeit der Welt (Spy Kids: All the Time in the World)
- 2012: The Devil’s Carnival
- 2013: Big Time Rush (Fernsehserie, Folgen 4x12–4x13)
- 2013: Machete Kills
- 2013: Abandoned Mine
- 2013: The Hunters – Auf der Jagd nach dem verlorenen Spiegel (The Hunters, Fernsehfilm)
- 2014: The Tomorrow People (Fernsehserie, 8 Folgen)
- 2014: Sin City 2: A Dame to Kill For (Sin City: A Dame to Kill For)
- 2014: Blindes Vertrauen (23 Blast)
- 2014: The Remaining
- 2014: Wicked Blood
- 2014: The Clockwork Girl, Stimme von Tesla
- 2014–2015: Nashville (Fernsehserie, 7 Folgen)
- 2015: Spare Parts
- 2015: The Mentalist (Fernsehserie, Folge 7x08)
- 2015: Woran glaubst Du? (Do You Believe?)
- 2015: The Murder Pact
- 2016: Ms Matched (Fernsehfilm)
- 2017: Destination Wedding (Fernsehfilm)
- 2017: Enchanted Christmas (Fernsehfilm)
- 2017–2023: Willkommen bei den Louds (The Loud House, Fernsehserie, 13 Folgen, Stimme von Carlota Casagrande)
- 2018: Love at Sea
- 2018: Christmas Made to Order (Fernsehfilm)
- 2019–2020: Picture Perfect Mysteries (Fernsehfilm-Reihe)
  - 2019: Hochzeitsbild mit Leiche (Newlywed and Dead)
  - 2020: Ein lupenreiner Raub (Dead Over Diamonds)
  - 2020: Mord im Scheinwerferlicht (Exit, Stage Death)
- 2019–2022: Die Casagrandes (The Casagrandes, Fernsehserie, 41 Folgen, Stimme von Carlota)
- 2020: Comeback – Saiten des Lebens (Mighty Oak)
- 2021: Taking a Shot at Love (Fernsehfilm)
- 2022: Love in the Limelight (Fernsehfilm)
- 2023: A Paris Proposal (Fernsehfilm)
- 2023: Never Too Late to Celebratel (Fernsehfilm)
- 2024: Die Casagrandes – Der Film (The Casagrandes Movie, Stimme von Carlota Casagrande)
- 2024: Mr. Manhattan
- 2024: Get Him Back for Christmas (Fernsehfilm)
- 2025: Before Your Father Finds Us

## Auszeichnungen
- 2003: Young Artist Award[7]
- 2011: MTV Movie Award in der Kategorie Bester Lateinamerikanischer Schauspieler